# Liste der Naturdenkmale in Waldhufen
Die Liste der Naturdenkmale in Waldhufen umfasst Naturdenkmale der sächsischen Gemeinde Waldhufen.

## Definition
„Naturdenkmäler sind rechtsverbindlich festgesetzte Einzelschöpfungen der Natur oder entsprechende Flächen bis zu fünf Hektar, deren besonderer Schutz erforderlich ist
1. aus wissenschaftlichen, naturgeschichtlichen oder landeskundlichen Gründen oder
2. wegen ihrer Seltenheit, Eigenart oder Schönheit.“

„§ 18 – Naturdenkmäler – (zu § 28 BNatSchG)
(1) Die Erklärung nach § 22 Abs. 1 BNatSchG von Teilen von Natur und Landschaft als Naturdenkmal erfolgt durch Rechtsverordnung oder Einzelanordnung.
(2) Über § 28 Abs. 1 BNatSchG hinaus können Naturdenkmäler zur Sicherung von Lebensgemeinschaften oder Lebensstätten von im Bestand gefährdeten oder streng geschützten Arten festgesetzt werden.“

## Liste
Diese Auflistung unterscheidet zwischen Flächennaturdenkmalen (FND) mit einer Fläche bis zu 5 ha (bei Verordnung nach DDR-Recht auch mehr) und Einzel-Naturdenkmalen (ND).
Link zu einem Kartenansichtstool, um Koordinaten zu setzen.
| Bild            | Bezeichnung                                          | Lage                               | Beschreibung                                                                 | Datum     | Nummer |
| --------------- | ---------------------------------------------------- | ---------------------------------- | ---------------------------------------------------------------------------- | --------- | ------ |
| BW              | Bachtälchenstandort Alte Wassermühle                 | (51° 12′ 43,9″ N, 14° 48′ 33,2″ O) | FND (0,9 ha)                                                                 |           |        |
| BW              | Südufer Diehsaer Bucht (Talsperre Quitzdorf)         | (51° 15′ 50″ N, 14° 45′ 58″ O)     | FND (8,4 ha)                                                                 |           |        |
| BW              | Traubeneiche Burkhardt                               | (51° 12′ 47,6″ N, 14° 46′ 21,6″ O) | ND                                                                           |           |        |
| Fotos hochladen | Napoleonslinde Ullerdorf                             | (51° 14′ 40″ N, 14° 49′ 6″ O)      | ND                                                                           |           |        |
| BW              | Quarzfelsrippe Thiemendorf                           | (51° 12′ 36,4″ N, 14° 48′ 47,4″ O) | ND                                                                           |           |        |
| BW              | Ameisenkolonie Hochsteinunterhang                    | (51° 12′ 17″ N, 14° 49′ 37,6″ O)   | FND (0,5 ha)                                                                 |           |        |
| Fotos hochladen | Kastanienallee Jänkendorf–Diehsa                     | (51° 14′ 55,7″ N, 14° 48′ 7″ O)    | ND                                                                           |           |        |
| BW              | 4 Eichen, Gemarkungsgrenze Nieder-Seifersdorf–Diehsa | (51° 14′ 3,6″ N, 14° 46′ 21,2″ O)  | ND aufgehoben, da keine Herausstellungsmerkmale zu vergleichbaren Exemplaren | 1936–2020 |        |
| Fotos hochladen | Quartäre Kontakttektonik bei Jänkendorf              | (51° 15′ 2″ N, 14° 51′ 4″ O)       | ND                                                                           |           |        |
| BW              | Schafschwemmteich bzw. Mörderteich Diehsa            | (51° 14′ 10,5″ N, 14° 45′ 48,6″ O) | FND (0,8 ha)                                                                 |           |        |
| Fotos hochladen | Auwaldrest Ullersdorf                                | (51° 14′ 25,8″ N, 14° 50′ 26,9″ O) | FND (4,1 ha)                                                                 |           |        |
| BW              | Roterlen-Hangquellmoor Diehsa                        | (51° 14′ 18,4″ N, 14° 45′ 39,4″ O) | FND (3,5 ha)                                                                 |           |        |
| BW              | Quellgebiet; Quellarme; Oberlauf Diehsaer Wasser     | (51° 14′ 19,6″ N, 14° 44′ 28,8″ O) | FND (1,1 ha)                                                                 |           |        |